# Kettering Town
Kettering Town är en civil parish i distriktet North Northamptonshire i grevskapet Northamptonshire i England. Den bildades den 1 april 2021.